# Jane Doe (álbum)
Jane Doe es el cuarto álbum de la banda de mathcore Converge. Fue lanzado el 4 de septiembre de 2001 por la discográfica Equal Vision Records. La banda utiliza los estilos de metalcore, hardcore punk, y grindcore para crear un estilo muy rápida y disonante; el álbum está construido a partir de las ideas que Converge había explorado en sus últimos álbumes como Petitioning the Empty Sky y When Forever Comes Crashing.

## Lista de canciones
Todas las letras escritas por Jacob Bannon, toda la música compuesta por Converge. 
| N.º | Título                 | Duración |  |
| 1.  | «Concubine»            | 1:19     |  |
| 2.  | «Fault and Fracture»   | 3:05     |  |
| 3.  | «Distance and Meaning» | 4:17     |  |
| 4.  | «Hell to Pay»          | 4:31     |  |
| 5.  | «Homewrecker»          | 3:50     |  |
| 6.  | «The Broken Vow»       | 2:13     |  |
| 7.  | «Bitter and then Some» | 1:27     |  |
| 8.  | «Heaven in Her Arms»   | 4:00     |  |
| 9.  | «Phoenix in Flight»    | 3:48     |  |
| 10. | «Phoenix in Flames»    | 0:42     |  |
| 11. | «Thaw»                 | 4:29     |  |
| 12. | «Jane Doe»             | 11:33    |  |

## Créditos
| Converge - Kurt Ballou - Voz, Guitarra, Theremin - Jacob Bannon - Voz - Aaron Dalbec - Guitarra - Ben Koller - Percusión - Nate Newton - Voz, Bajo, Theremin Músicos adicionales - Kevin Baker (The Hope Conspiracy) - Coros - Tre McCarthy (Deathwish Inc.) - Coros - "Secret C" - Coros | Producción - Fred Archambalt - Asistente de Ingeniería de Sonido - Kurt Ballou - Ingeniería de Sonido, Mezclas - Jacob Bannon - Mezclas - Matt Beaudoin - Asistente de Ingeniería de Sonido - Matthew Elard - Ingeniería de Sonido, Mezclas - Alan Douches - Supervisor de Masterización - Andy Hong - Preproducción - Carl Plaster - Técnico de Percusión - Atomic! ID - Diseño de Portada |